# Капський півострів

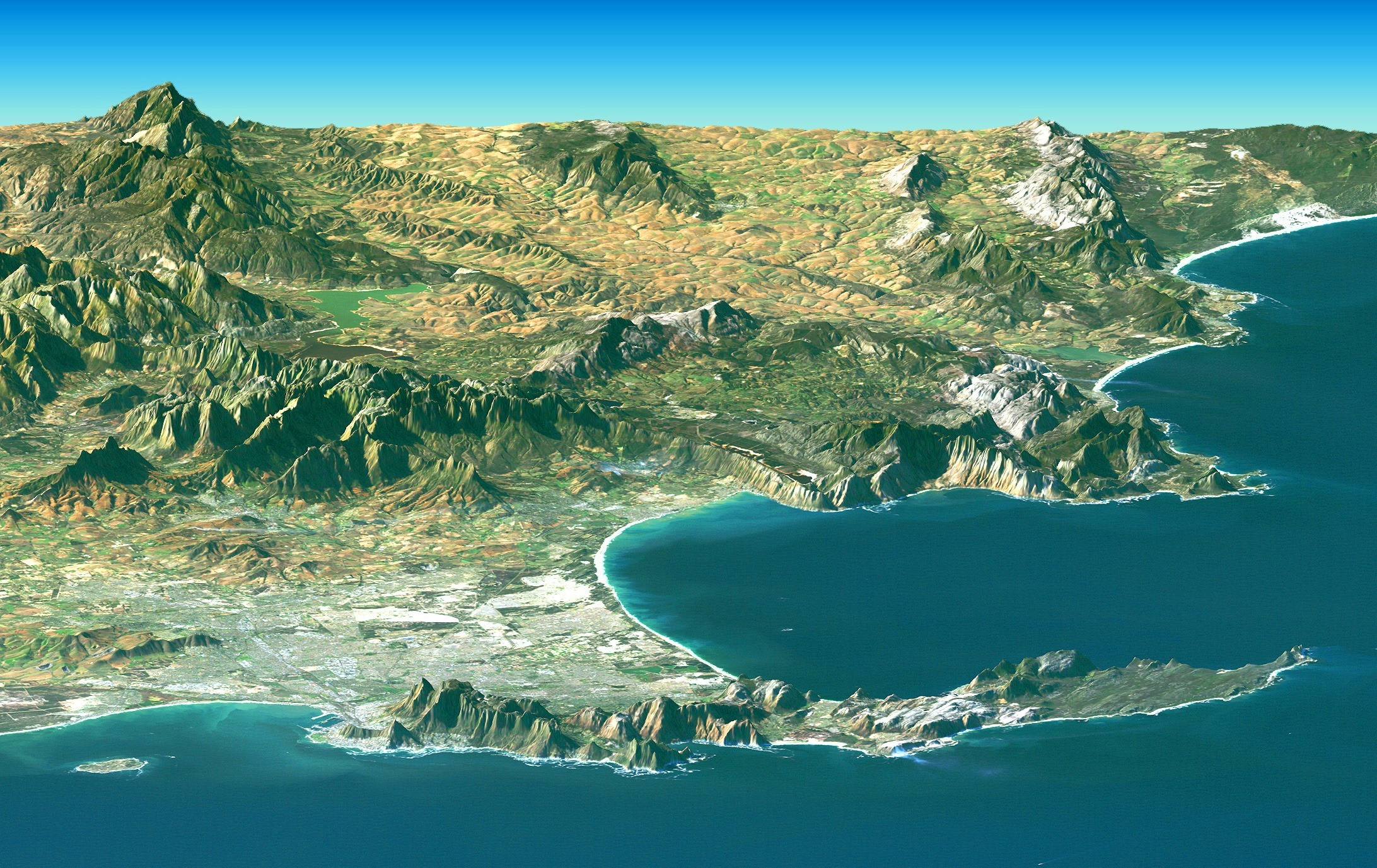
Модель півострова, створена на основі знімків супутника Landsat

Ка́пський піво́стрів (англ. Cape Peninsula) розташований на південному заході Африки на території ПАР, омивається водами Атлантичного океану.
На південному краї півострова розташовані миси Доброї Надії та Кейп-Поїнт, а на північному краї — місто Кейптаун і Столова гора. Центральну частину займають природні резервати та парки, а береги переважно зайняті піщаними пляжами.
Півострів був колись островом, але шістдесят мільйонів років тому він приєднався до материка через появу з моря піщаної області, також відомої як Капська низовина. Містечка й села Капського півострову зараз входять до складу Кейптауна.